# Piccarda Bueri
Piccarda Bueri (1368 – 1433. április 19.) olasz nemes.

## Élete
Édesapja Edoardo Bueri, családja egyike Firenze legrégebbi nemesi családjainak, de más városokban is volt üzleti érdekeltségük. Piccarda 1386-ban ment hozzá Giovanni di Bicci de’ Medici bankárhoz, házasságuk 1500 firenzei forint hozományt és nemesi kapcsolatokat hozott a Medici-családnak.
Piccarda ismert volt szépségéről, míg férje meglehetősen csúnya volt. Halála előtt Giovanni megkérte Piccardát, hogy viselje gondját gyermekeiknek. Mindkettőjüket a firenzei San Lorenzo Régi sekrestyéjébe temették közös sírboltba.
Halála után Carlo Marsuppini humanista szerző írt róla dicsőítő művet. Ebben kiemeli Piccarda és Giovanni szerelmét, párhuzamokat vonva az ókor híres párjainak szerelmével. Piccardát többek közt Pénelopéhoz, káriai Artemisziához, Júliához és Porciához, Brutus feleségéhez hasonlítja. Marsuppini emellett dicsérően ír Piccarda házastársi és anyai erényeiről, melyeknek köszönhetően egy harmonikus és békés otthont teremtett családjának.

## Gyermekei
- Cosimo di Giovanni de’ Medici (1389 – 1464)[7]
- Lorenzo di Giovanni de’ Medici (1395 – 1440)[7]
- Damiano (1389 – 1390)[7]
- Antonio (?? – 1398)[7]

## Ábrázolása a médiában
Piccarda Buerit Frances Barber alakította a 2016-os A Mediciek hatalma TV-sorozatban.

## Fordítás
Ez a szócikk részben vagy egészben a Piccarda Bueri című angol Wikipédia-szócikk ezen változatának fordításán alapul.  Az eredeti cikk szerkesztőit annak laptörténete sorolja fel. Ez a jelzés csupán a megfogalmazás eredetét és a szerzői jogokat jelzi, nem szolgál a cikkben szereplő információk forrásmegjelöléseként.